# Rada Czterystu
Rada Czterystu, bule ateńska – najwyższy organ władzy państwowej w starożytnych Atenach, pełniący funkcje sądownicze i administracyjne. Została utworzona po reformach Solona w 594 p.n.e., przejęła większość funkcji areopagu. W jej skład wchodziło po 100 przedstawicieli z wszystkich 4 fyli. Klejstenes zastąpił ją Radą Pięciuset.